# Список цветковых растений, занесённых в Красную книгу Таджикистана
В данный список включены 233 вида цветковых растений, вошедших в последнее (второе) издание Красной книги Республики Таджикистан (2015).
Обозначения охранного статуса МСОП:
- CR — в критическом состоянии
- EN — под угрозой исчезновения
- LC — минимальный риск
- NT — близкие к переходу в группу угрожаемых
- VU — в уязвимости

Названия порядков, семейств и видов приведены в алфавитном порядке в соответствии с системой APG III.

## ПорядокБобовоцветные(Fabales)
- Астрагал бадахшанский[швед.] (Astragalus falconeri) — VU. Уязвимый. В книге указан как Astragalus badachschanicus[2]
- Астрагал дарвазский[швед.] (Astragalus darwasicus) — CR. Находится в критическом состоянии[3]
- Астрагал необыкновенный[швед.] (Astragalus insignis) — CR. Находится в критическом состоянии[4]
- Астрагал полынеобразный[швед.] (Astragalus artemisiformis) — VU. Уязвимый[5]
- Астрагал почтигубчатоплодный[швед.] (Astragalus subspongocarpus) — CR. Находится в критическом состоянии[6]
- Астрагал ташкутанский[швед.] (Astragalus tashkutanus) — VU. Уязвимый[7]
- Астрагал тонкопузырчатый[швед.] (Astragalus leptophysus) — CR. Находится в критическом состоянии[8]
- Астраканта алексеенковская[швед.] (Astracantha alexeenkoana) — VU. Уязвимый. В книге указан как Tragacantha alexeenkoana[9]
- Астраканта Долона[швед.] (Astracantha dolona) — VU. Уязвимый. В книге указан как Tragacantha dolona[10]
- Кейзерлингия садовая[швед.] (Sophora mollis) — EN. Вымирающий. В книге указан как Keyserlingia mollis[11]
- Копеечник Коржинского[швед.] (Hedysarum korshinskyanum) — CR. Находится в критическом состоянии[12]
- Копеечник магианский[швед.] (Hedysarum mogianicum) — CR. Находится в критическом состоянии[13]
- Копеечник полукустарниковый[швед.] (Hedysarum hemithamnoides) — CR. Находится в критическом состоянии[14]
- Майкараган шелковистый[швед.] (Calophaca sericea) — VU. Уязвимый[15]
- Нут хорасанский[швед.] (Cicer chorassanicum) — EN. Вымирающий[16]
- Остролодочник астрагаловидный[швед.] (Oxytropis astragaloides) — EN. Вымирающий[17]
- Остролодочник кураминский[швед.] (Oxytropis kuramensis) — VU. Уязвимый[18]
- Остролодочник муминабадский[швед.] (Oxytropis mumynabadensis) — VU. Уязвимый[19]
- Остролодочник серповидный[швед.] (Oxytropis falcata) — VU. Уязвимый. В книге указан как Oxytropis hedinii[20]
- Остролодочник сиоминский[швед.] (Oxytropis siomensis) — CR. Находится в критическом состоянии[21]
- Чезнейя Непли[швед.] (Chesneya neplii) — VU. Уязвимый[22]
- Чезнейя таджикская[швед.] (Chesneya tadzhikistana) — VU. Уязвимый[23]
- Эверсмания согдийская[швед.] (Eversmannia sogdiana) — VU. Уязвимый[24]
- Эспарцет Гончарова[швед.] (Onobrychis gontscharovii) — CR. Находится в критическом состоянии[25]
- Эспарцет песчаный[швед.] (Onobrychis ferganica) — VU. Уязвимый. Новый вид, включённый в издание 2015 года[26]

## ПорядокВерескоцветные(Ericales)
- Хурма кавказская (Diospyros lotus) — EN. Вымирающий[27]

## ПорядокГвоздичноцветные(Caryophyllales)
- Акантолимон Варивцевой[швед.] (Acantholimon varivtzevae) — VU. Уязвимый[28]
- Акантолимон Запрягаева[швед.] (Acantholimon zaprjagaevii) — VU. Уязвимый[29]
- Акантолимон Комарова[швед.] (Acantholimon komarovii) — EN. Вымирающий[30]
- Курчавка безжилковая[швед.] (Atraphaxis avenia) — VU. Уязвимый[31]
- Курчавка каратавская[швед.] (Atraphaxis karataviensis) — VU. Уязвимый[32]
- Неогончаровия необычайная (Neogontscharovia mira) — VU. Уязвимый[33]
- Сейдлиция розмариновая[англ.] (Seidlitzia rosmarinus) — EN. Вымирающий[34]
- Хетолимон согдийский[швед.] (Chaetolimon sogdianum) — CR. Находится в критическом состоянии. В книге указан как Vassilczenkoa sogdiana[35]

## ПорядокЗлакоцветные(Poales)
- Арундо тростниковый (Arundo donax) — VU. Уязвимый. Новый вид, включённый в издание 2015 года[36]
- Ковыль кугитангский[швед.] (Stipa richteriana) — VU. Уязвимый. В книге указан как Stipa jagnobica[37]
- Ковыль памирский[швед.] (Stipa badachschanica) — VU. Уязвимый. В книге указан как Stipa pamirica[38]
- Лисохвост луговой (Alopecurus pratensis) — VU. Уязвимый. В книге указан как Alopecurus seravschanicus. Новый вид, включённый в издание 2015 года[39]
- Осока бухарская[швед.] (Carex bucharica) — VU. Уязвимый[40]

## ПорядокКамнеломкоцветные(Saxifragales)
- Пион средний[швед.] (Paeonia intermedia) — VU. Уязвимый[41]
- Розеточница жёлтая[швед.] (Rosularia lutea) — VU. Уязвимый[42]

## ПорядокКизилоцветные(Cornales)
- Свида дарвазская[швед.] (Cornus darvasica) — EN. Вымирающий[43]

## ПорядокЛилиецветные(Liliales)
- Гусиный лук одетый (Gagea holochiton) — VU. Уязвимый[44]
- Гусиный лук мохнатый[швед.] (Gagea villosula) — VU. Уязвимый[45]
- Рябчик Эдуарда (Fritillaria eduardii) — CR. Находится в критическом состоянии[46]
- Тюльпан великий[швед.] (Tulipa ingens) — EN. Вымирающий. По современной классификации считается одним видом с Tulipa tubergeniana[47]
- Тюльпан Грейга (Tulipa greigii) — VU. Уязвимый[48]
- Тюльпан Кауфмана (Tulipa kaufmanniana) — CR. Находится в критическом состоянии[49]
- Тюльпан Королькова[каз.] (Tulipa korolkowii) — EN. Вымирающий[50]
- Тюльпан Лемана (Tulipa lehmanniana) — EN. Вымирающий[51]
- Тюльпан льнолистный (Tulipa linifolia) — VU. Уязвимый[52]
- Тюльпан ложнодвуцветковый[швед.] (Tulipa bifloriformis) — EN. Вымирающий[53]
- Тюльпан Максимовича[швед.] (Tulipa maximowiczii) — EN. Вымирающий[54]
- Тюльпан Микели[нем.] (Tulipa micheliana) — CR. Находится в критическом состоянии[55]
- Тюльпан моголтавский[нем.] (Tulipa mogoltavica) — CR. Находится в критическом состоянии[56]
- Тюльпан неравнолистный[швед.] (Tulipa anisophylla) — CR. Находится в критическом состоянии[57]
- Тюльпан почтипятилистный[швед.] (Tulipa subquinquefolia) — EN. Вымирающий[58]
- Тюльпан превосходный[швед.] (Tulipa subpraestans) — CR. Находится в критическом состоянии[59]
- Тюльпан превосходящий (Tulipa praestans) — CR. Находится в критическом состоянии[60]
- Тюльпан родственный[швед.] (Tulipa affinis) — EN. Вымирающий[61]
- Тюльпан розовый[вьет.] (Tulipa rosea) — VU. Уязвимый. По современной классификации считается одним видом с Tulipa korolkowii[62]
- Тюльпан Тубергена[швед.] (Tulipa tubergeniana) — CR. Находится в критическом состоянии[63]
- Тюльпан Фостера (Tulipa fosteriana) — CR. Находится в критическом состоянии[64]
- Тюльпан шерстистый (Tulipa lanata) — VU. Уязвимый[65]
- Эремурус Иларии[каз.] (Eremurus hilariae) — CR. Находится в критическом состоянии[66]
- Эремурус Коровина[швед.] (Eremurus korovinii) — EW. Исчез в дикой природе[67]
- Эремурус мелкоцветный[швед.] (Eremurus micranthus) — VU. Уязвимый[68]
- Эремурус мохнатоприцветниковый[швед.] (Eremurus lachnostegius) — VU. Уязвимый[69]
- Эремурус пушистый[швед.] (Eremurus pubescens) — EW. Исчез в дикой природе[70]
- Эремурус розоватый[швед.] (Eremurus roseolus) — CR. Находится в критическом состоянии[71]
- Эремурус снежнобелый[швед.] (Eremurus candidus) — VU. Уязвимый[72]
- Эремурус таджикский[швед.] (Eremurus tadshikorum) — VU. Уязвимый[73]
- Эремурус Эчисона[нем.] (Eremurus aitchisonii) — VU. Уязвимый[74]

## ПорядокМальпигиецветные(Malpighiales)
- Андрахна крошечная[швед.] (Andrachne pusilla) — VU. Уязвимый[75]

## ПорядокРозоцветные(Rosales)
- Смоковница афганистанская[швед.] (Ficus johannis afghanistanica) — EN. Вымирающий. В книге указан как Ficus afghanistanica[76]
- Смоковница обыкновенная (Ficus carica) — EN. Вымирающий[77]

## ПорядокСпаржецветные(Asparagales)
- Бельвалия неприметная[швед.] (Bellevalia turkestanica) — EN. Вымирающий. В книге указан как Bellevalia inconspicua[78]
- Зевксина шлемовидная[англ.] (Zeuxine strateumatica) — CR. Находится в критическом состоянии[79]
- Ирис бальджуанский[швед.] (Iris baldshuanica) — VU. Уязвимый. В книге указан как Juno baldshuanica[80]
- Ирис Гуга[англ.] (Iris hoogiana) — EN. Вымирающий[81]
- Ирис дарвазский[англ.] (Iris darwasica) — EN. Вымирающий[82]
- Ирис Запрягаева[англ.] (Iris zaprjagajewii) — CR. Находится в критическом состоянии. В книге указан как Juno zaprjagajewii. Новый вид, включённый в издание 2015 года[83]
- Ирис каратегинский[англ.] (Iris lineata) — VU. Уязвимый[84]
- Ирис Николая[швед.] (Iris nicolai) — EN. Вымирающий. В книге указан как Juno nicolai[85]
- Ирис таджикский[швед.] (Iris tadshikorum) — EN. Вымирающий. В книге указан как Juno tadshikorum[86]
- Ирис тонкокоренной[швед.] (Iris leptorrhiza) — EN. Вымирающий. В книге указан как Juno leptorrhiza[87]
- Пролеска Раевского[швед.] (Fessia raewskiana) — VU. Уязвимый. В книге указан как Scilla raewskiana. Новый вид, включённый в издание 2015 года[88]
- Шафран Королькова (Crocus korolkowii) — EN. Вымирающий[89]
- Эулофия туркестанская[швед.] (Eulophia dabia) — EN. Вымирающий. В книге указан как Eulophia turkestanica[90]

## ПорядокТыквоцветные(Cucurbitales)
- Переступень лопухолистный[швед.] (Bryonia lappifolia) — VU. Уязвимый[91]

## ПорядокЯсноткоцветные(Lamiales)
- Алайя ромбовидная (Alajja rhomboidea) — EN. Вымирающий. В книге указан как Erianthera rhomboidea[92]
- Жасмин низкий[англ.] (Jasminum humile) — VU. Уязвимый. В книге указан как Jasminum revolutum[93]
- Змееголовник красивый (Dracocephalum formosum) — VU. Уязвимый[94]
- Кудряшевия Коржинского (Kudrjaschevia korshinskyi) — CR. Находится в критическом состоянии[95]
- Кудряшевия Надины (Kudrjaschevia nadinae) — EN. Вымирающий[96]
- Шалфей бальджуанский (Salvia baldshuanica) — VU. Уязвимый[97]
- Шалфей голостебельный (Salvia glabricaulis) — EN. Вымирающий[98]
- Шалфей Гончарова (Salvia gontscharovii) — EN. Вымирающий[99]
- Шалфей замечательный (Salvia insignis) — CR. Находится в критическом состоянии[100]